# Geografía de Nepal

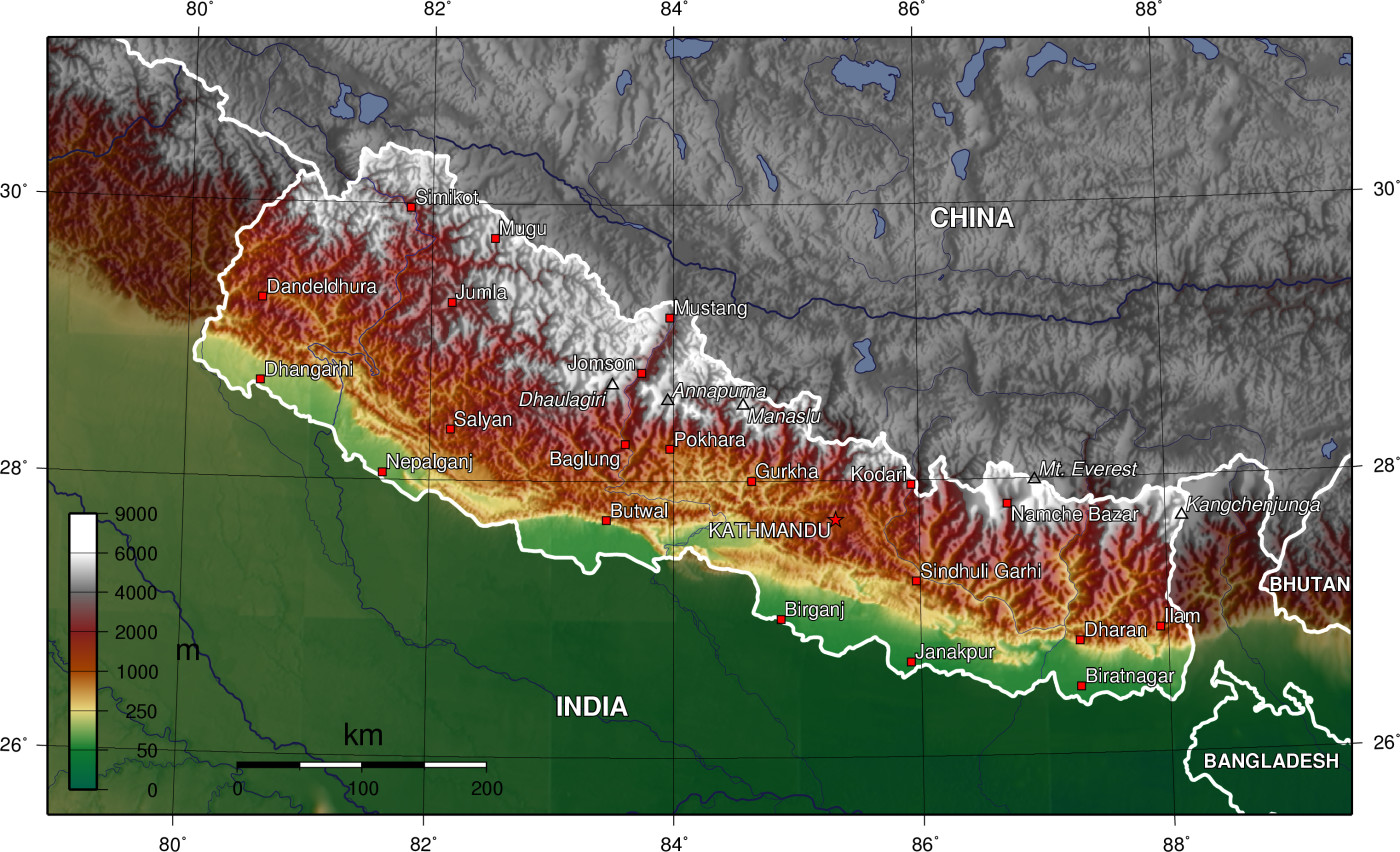
Topografía.

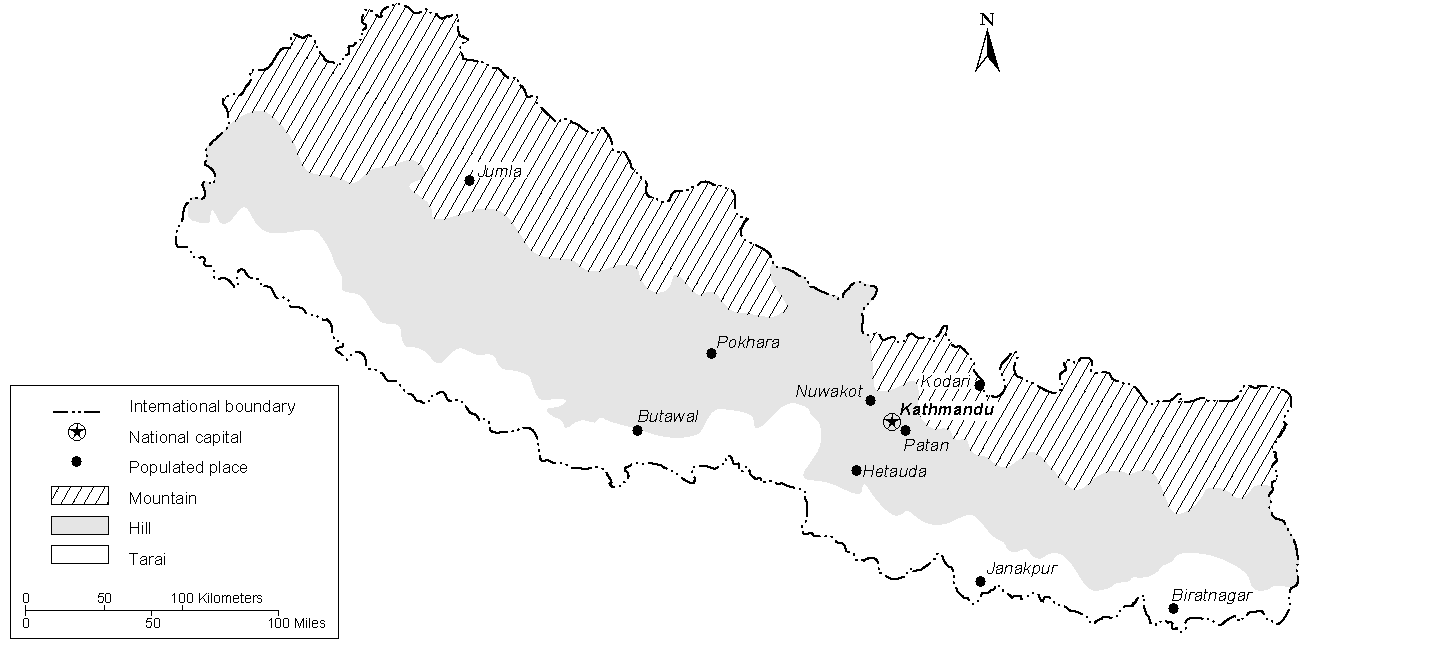
Regiones geográficas.

La geografía de Nepal está marcada por el territorio enmarcado entre los dos gigantes asiáticos India y China. Enclavado en la cordillera del Himalaya (que en el idioma sánscrito significa ‘‘residencia de la nieve’’), el país está plagado de montañas y colinas.
Su forma aproximadamente rectangular (650 kilómetros de largo por 200 de ancho) comprende 147.181 km². Es un poco más grande que Bangladés. Nepal no tiene costas marítimas, se encuentra rodeado por la India en tres de sus costados, mientras que por su frontera norte está la República Popular China, por intermedio del Tíbet. Se encuentra separado de Bangladés por un pequeño paso conocido como el “cuello de gallina” o “corredor de Sliguri”, a través del Estado Indio de Bengala Occidental, y a 88 kilómetros de distancia de Bután, por el también Estado indio de Sikkim. Esta especial situación geográfica es difícilmente envidiada, ya que para el tránsito de personas depende casi en su totalidad de la India, al igual que de China para la importación de bienes.

## El territorio

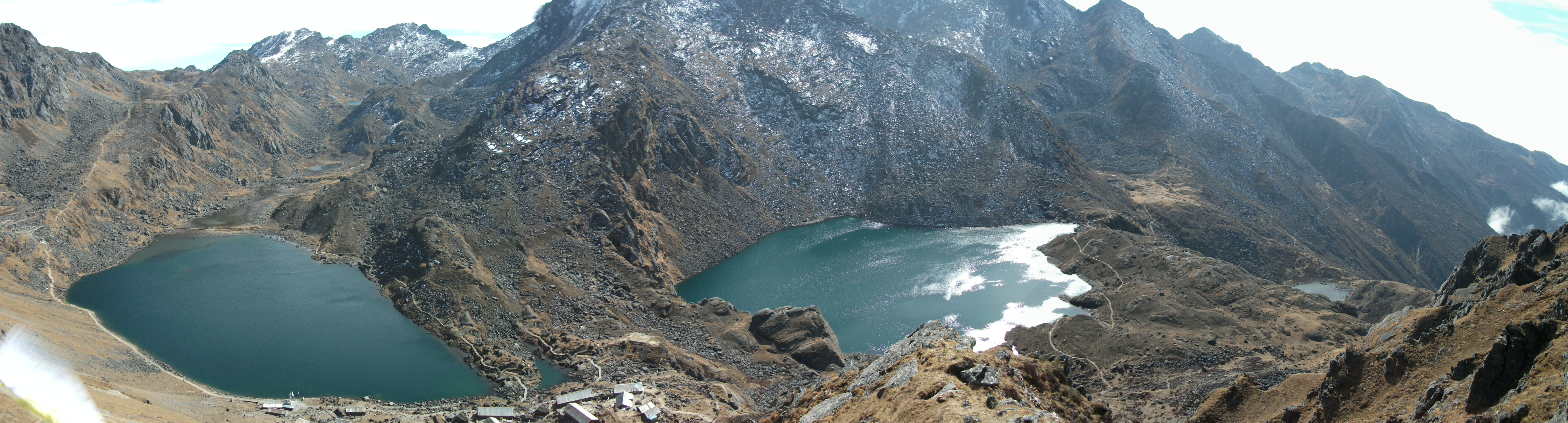

Para ser un país tan pequeño, Nepal cuenta con una inmensa variedad geográfica, que se extiende desde la gran Llanura de Tarai (el borde norte de la cuenca del Ganges situada a 300 m s. n. m.) hasta los 8.800 metros del Monte Everest (llamado Sagarmatha en nepalí). Desde los bajos territorios del Tarai, el terreno empieza a elevarse progresivamente, atravesando distintas cadenas montañosas hasta la imponente muralla que conforma el Himalaya. El aumento en la altura es interrumpido por valles intermedios entre los cordones, donde se localiza la mayor parte de la población del Reino. Estas variaciones geográficas se traducen a su vez en una gran biodiversidad de especies.
Nepal es dividido comúnmente en tres zonas geográficas determinadas: la Montaña, las Colinas y el Tarai. Estas tres regiones son paralelas y forman anillos ecológicos, se extienden en dirección este a oeste y son conectadas alternativamente por valles transversales formados por los ríos que descienden hacia el Ganges. Esta división en zonas ha sido utilizada también por el gobierno para establecer las áreas de desarrollo.
El ritmo de vida en Nepal, al igual que en los demás países afectos a los monzones, está intervenida y determinada por constantes eventos ambiental. 

### La zona de montaña
La Región de las Montañas (conocida como Parbat en nepalí) está situada por encima de los 4.000 metros de altura, al norte de la Región de las Colinas. Esta zona constituye la porción central de la cordillera del Himalaya, y en esta se encuentra la montaña más alta de la tierra, el Monte Everest, al igual que otras seis de los diez más altos picos del mundo. Es también el hábitat del legendario y mítico Yeti, el abominable hombre de las nieves. En general, la línea de nieve se encuentra ubicada entre los 5.000 y 5.500 metros de altura, aunque en invierno caen nevadas por debajo de los 4.000 metros. A su vez, esta zona se caracteriza por tener un clima violento e inclemente, además de tener una accidentada geografía. La vida humana es sumamente compleja, al igual que la gran mayoría de las actividades económicas. Por esto la región está escasamente poblada y las actividades agrícolas son inexistentes, salvo en los valles bajos y en la cuenca de algunos ríos, tal como en el caso de la parte superior del Valle de Kali Gandaki.

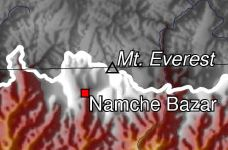
Mapa topográfico que muestra el Monte Everest

Desde la década de 1990, el pastoraje de animales y el comercio eran las más importantes actividades, junto con los guías de montaña. Con motivo de estas dependencias, la migración estacional es muy común. Mientras los pastores mueven sus rebaños de acuerdo con las estaciones, los comerciantes viajan regularmente entre las zonas altas y bajas, comprando y vendiendo bienes y servicios, para asegurar la independencia económica, al igual que generar reservas alimenticias.

### La zona de las colinas
La Región de las Colinas (Pahar en nepalí) se encuentra rodeada por la zona montañosa al norte y el área del Tarai al sur. Su altura va desde los 1.000 a los 4.000 metros de altura, e incluye grandes valles como el de Katmandú, la zona más densamente poblada del reino. Todo este espacio geográfico se haya dominado por dos cadenas de montañas de mediana altura, conocidas como la Cordillera Mahabharat y la cordillera de Siwalik. Estas dos cadenas permiten que entre ambas existan una gran cantidad de pequeños valles, cuna y centro político y cultural del país. Esta área siempre ha sido zona de residencia pese a la continua inmigración desde el Tíbet y la India. Pese a lo anterior, esta zona es la que concentra la mayor cantidad de población del reino, según datos del año 1991.
Si bien esta zona contiene cumbres que alcanzan los 2500 m s. n. m., la zona se encuentra igualmente escasamente poblada, dadas las topografía del territorio y las dificultades climáticas. Esta zona de las colinas se ha transformado en un invaluable mosaico de maravillas naturales y culturales, cambiada cada día por la fuerza geológica y humana. Estas colinas, esculpidas por el trabajo de los seres humanos que la pueblan, se ha convertido en una extensa zona de terrazas de cultivos fuertemente explotada.
Pese a lo anterior, hasta la mitad de la década de 1990 la zona contaba con un déficit alimenticio importante. Esto sin embargo de ser la agricultura la actividad mayoritaria en la zona, al igual que el pastoreo de ganado y la migración estacional de trabajadores. La mayoría de los habitantes en zonas rurales sobrevivían en terrenos poco productivos, cubierto por grandes colinas. La pobre situación económica causada por la escasez generalizada de terrenos cultivables se agrava por la corta temporada de crecimiento de las plantas, cuya exclusiva causa es la altura de la región. Como resultado, los granjeros de la zona de las colinas tiene un muy pequeño margen de maniobra a la hora de poder realizar cultivos múltiples en sus terruños. Las familias deben adaptarse a la altura, a estacionalidad marcada en el terreno, al clima, cultivando lo que puedan y cosechando apenas les es posible. Durante la estación que imposibilita el cultivo, gran parte de los granjeros se transforman en comerciantes ambulantes, que trabajan en cualquiera actividad posible con el fin de complementar con su sueldo el producto del campo. Esta dependencia del monocultivo es aún más grave en la región de las montañas.

### El Tarai
Esta zona contrasta de forma espectacular con las regiones de las montañas y de las colinas, ya que nos encontramos ante una zona baja de clima tropical y subtropical, que conforman un anillo plano y estrecho en la zona aluvial, fronteriza a todo lo largo con la India. Esta zona, cuyo límite norte es la Región de las Colinas, es el límite septentrional de la cuenca del Río Ganges, extendiéndose desde una altitud promedio de los 300 metros, hasta los 1000 ubicados al pie del cordón montañoso de Siwalik. La Región del Tarai está compuesta por numerosos valles (llamados dun), como los de Surkhet y Dang en la región occidental, y el valle de Rapti (o Chitwan) en el centro de Nepal.
La expresión ‘‘Tarai’’, supuestamente de origen persa y que significaría “húmedo”, describe con propiedad la humedad y el calor de la zona. Esta Región está formada y es alimentada por tres grandes ríos: el Kosi, el Narayani (Gandak en la India) y el Karnali. Dueña de plagas de malaria y otras enfermedades, se encuentra recubierta por densos y compactos bosques, conocidos como ‘char kose jhari’, estos fueron utilizados como frontera con el Raj Británico (1857-1947). Desde la década de 1990 en adelante se ha convertido en el granero para los pobladores de las otras regiones, al igual que una muy buena zona de reasentamiento para los campesinos hambrientos.
En términos de agricultura y actividad forestal, el Tarai es la zona más rica de Nepal. Fuera de lo anterior, los pobladores disfrutan de gran espacio para cultivos, a diferencia que en las otras zonas, fuera de la muy lucrativa actividad forestal, que ha llevado la deforestación a niveles preocupantes.

## Clima
Nepal tiene mucha variación climática. Su latitud es más o menos la misma que la de Florida, y un clima tropical y subtropical existe en la región de Tarai. Fuera de Tarai, sin embargo, el clima es completamente diferente. Las notables diferencias en las condiciones climáticas están principalmente relacionadas con la enorme diferencia de altura y con la poca distancia entre el norte y el sur. La presencia de los macizos del Himalaya de este a oeste al norte y la alteración monzonal (o de la época del Monzón) con estaciones húmedas y secas también contribuyen enormemente a las variaciones locales del clima. 
El erudito Sharad Singh Negi identifica cinco zonas climáticas en Nepal basadas en la altitud: la zona tropical y subtropical de menos de 1200 metros de altitud; la fresca, zona templada de 1200 a 2400 m de altitud; la zona fría de 2400 a 3600 m de altitud; la zona de clima subártico de 3600 a 4400 m de altitud; y la zona ártica, de más de 4400 metros de altitud. En términos de regímenes naturales y vegetales o del método de distribución, la altitud de nuevo juega un significativo rol. Por debajo de los 1200 metros, la forma predominante de vegetación consiste en selvas tropicales y subtropicales

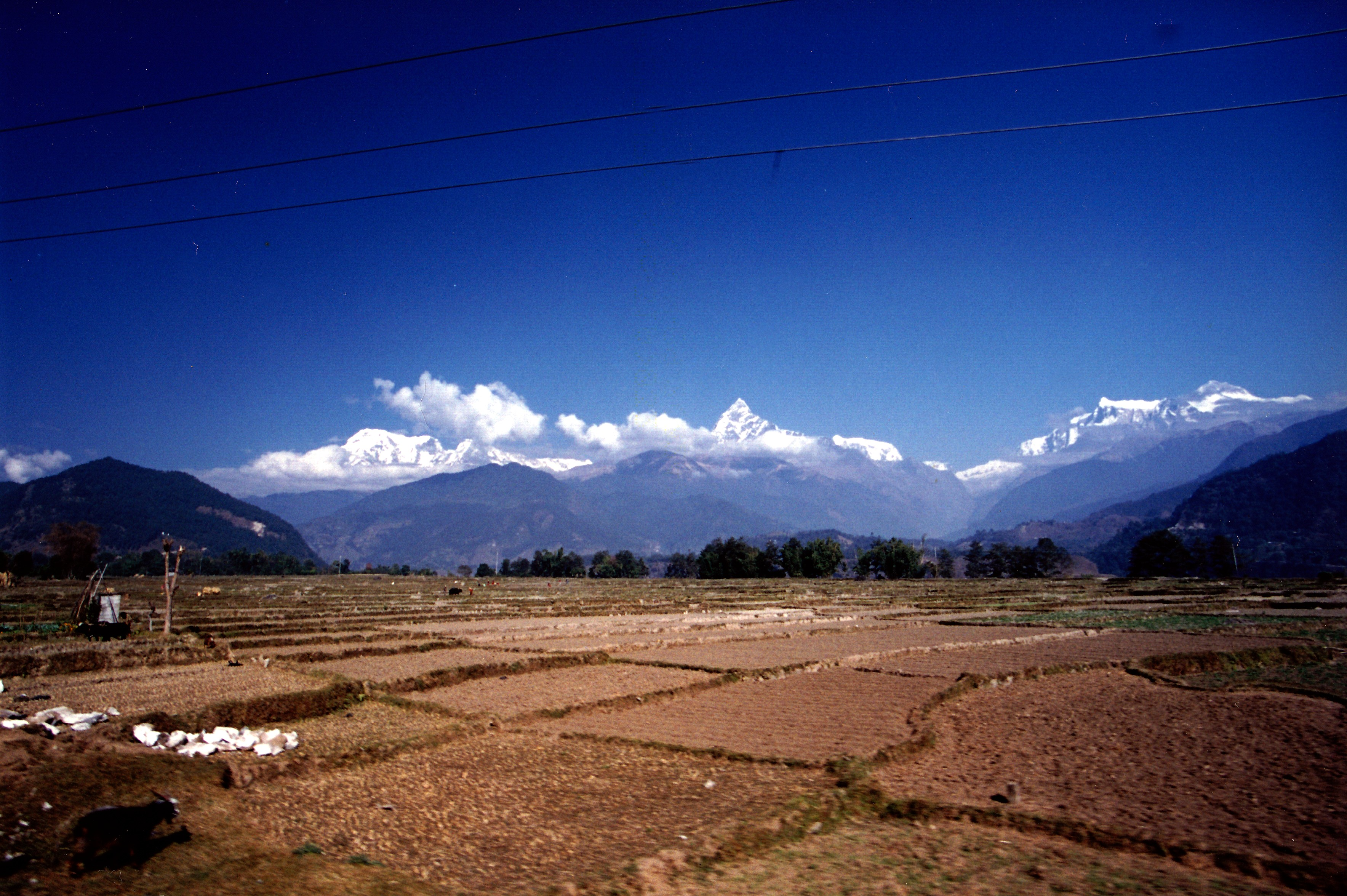
El valle de Pokhara en el centro del Nepal con fuertes precipitaciones durante todo el año.

La altitud también afecta a las precipitaciones anuales. Hasta aproximadamente los 3000 metros, las precipitaciones anuales totales aumentan a medida que aumenta la altitud; a partir de esta altura, las precipitaciones anuales totales disminuyen con el aumento de la altitud. Además a la diferencia latitudinal en las precipitaciones, otros 2 tipos pueden ser distinguidos. Primero, considerando el movimiento norte-oeste del monzón cargado con la humedad del verano (de junio a septiembre), la cantidad de precipitaciones anuales generalmente desciende de este a oeste. Sin embargo, hay ciertos núcleos con fuertes precipitaciones anuales totales, por ejemplo, el valle de Pokhara en el centro de Nepal. Segundo, la extensión horizontal de cadenas montañosas y colinas crea una condición húmeda en el sur y vertientes orientadas hacia el este, mientras que esto produce una sombra mayor de lluvias sobre las laderas norte de las vertientes. La aridez aumenta con la altitud y la latitud, especialmente en las laderas norte, y alcanza su clímax en la región interior del Himalaya y en la Meseta Tibetana. El este de Nepal recibe aproximadamente 2500 mm de lluvias anuales, la zona del Katmandú sobre 1420 mm, y el oeste de Nepal sobre 1000 mm.
El alto Himalaya juega un papel muy importante, bloqueando los avances de aire húmedo y tropical del noroeste del golfo de Bengala, y últimamente conduciendo a su conversión en lluvia en verano. En invierno, esta cadena previene las explosiones de aire frío del interior de Asia de alcanzar el sur de Nepal y el norte de India, así asegura inviernos cálidos en estas regiones que de otra manera serían más fríos. Además, hay variaciones estacionales en la cantidad de precipitaciones, dependiendo del ciclo del Monzón. 

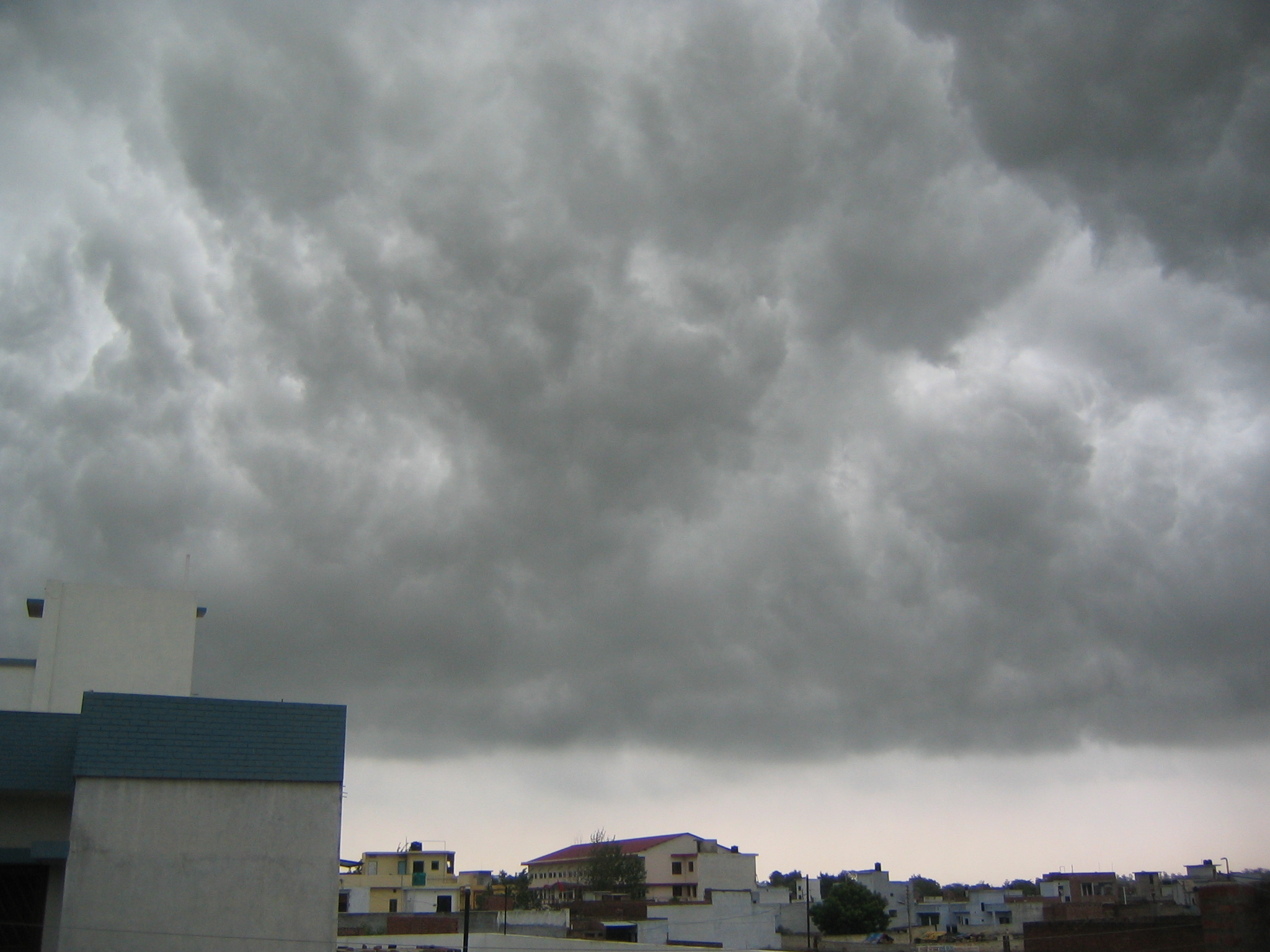
Nubes oscuras de tormenta en época de monzón.

Se divide el ciclo del monzón en 4 estaciones: premonzón, monzón de verano, postmonzón y monzón de invierno. 
- La época del premonzón generalmente ocurre durante abril y mayo: se caracteriza por las altas temperaturas, alcanzando los 40 °C durante el día en la región de Tarai y en otras zonas bajas. Las colinas y montañas, sin embargo, permanecen frescas.

- El monzón de verano, un flujo fuerte de aire húmedo del suroeste, sigue la estación de premonzón. Para la gran mayoría de los asiáticos del sur, incluyendo los nepaleses, el término monzón es sinónimo de la estación de verano lluviosa, que condiciona las vidas de miles de millones de agricultores en el subcontinente. Incluso aunque la llegada del monzón de verano puede variar más o menos un mes, en Nepal generalmente llega a principios de junio, precedido por unas tormentas y relámpagos violentos, y termina a mediados de septiembre, cuando empieza a retroceder. Los llanos y las zonas bajas del Himalaya reciben más o menos el 70% de las precipitaciones anuales durante el monzón de verano. La cantidad de lluvia del monzón de verano generalmente desciende desde el sureste al noroeste a medida que la cuña marítima de aire gradualmente se vuelve delgada y seca.

Aunque el éxito de la agricultura sea casi totalmente dependiente de la llegada oportuna del monzón de verano, periódicamente causa tales problemas como derrumbamientos; perdidas subsecuentes de vidas humanas, granjas y otras propiedades (por no mencionar la gran dificultad en el movimiento de bienes y gente); y fuertes inundaciones en las llanuras. Y a la inversa, cuando en el monzón de verano ocurren grandes destrozos, a menudo la sequía y el hambre severan.
- La temporada del postmonzón comienza con una lenta retirada del monzón. Esta marcha atrás conduce a una desaparición casi completa del aire húmedo a mediados de octubre, así que introduce generalmente un tiempo fresco, limpio y seco, así como el periodo más relajado y jovial en Nepal. En este tiempo, la cosecha es completada y la gente está de un humor festivo. Los dos festivales más grandes e importantes Hindúes- Dashain y Tihar (Dipawali)- llegan durante este periodo, más o menos un mes aparte. La época de postmonzón acaba cuando llega diciembre.

- Después del postmonzón, viene el monzón de invierno, un flujo fuerte de noroeste, el cual está marcado por precipitación cortas y ocasionales en las tierras bajas y llanas, y nevadas en las zonas de mayor altitud. La cantidad de precipitaciones, que es resultado de los vientos de tierra del noreste, varía considerablemente pero se incrementan marcadamente con la altitud. La segunda precipitación de invierno en forma de nevadas en el Himalaya es importante para generar un volumen suficiente de aguas derretidas, las cuales son casi imprescindibles para la irrigación en las laderas bajas y valles donde predomina la agricultura. La precipitación de invierno es también indispensable para el éxito de las cosechas de invierno, como el trigo, la cebada y numerosas verduras.

## Áreas protegidas de Nepal
En Nepal hay 49 áreas protegidas que suman un total de 34.900 km², aproximadamente el 23,6 por ciento del territorio. De estas, 10 son parques nacionales, 1 es una reserva de caza, 11 son áreas de conservación, 3 son reservas de vida salvaje, 3 son zona colchón de las reservas de vida salvaje y 9 son zona colchón de los parques nacionales. Asimismo, 2 son sitios patrimonio de la humanidad y 10 son sitios Ramsar.
- Parque nacional de Banke
- Parque nacional de Bardiya
- Parque nacional de Khaptad
- Parque nacional de Langtang
- Parque nacional de Makalu Barun
- Parque nacional de Rara
- Parque nacional de Royal Chitwan
- Parque nacional de Sagarmatha
- Parque nacional de Shey Phoksundo
- Parque nacional de Shivapuri Nagarjun
- Parque nacional de Parsa